# Municipio de Locust (Pensilvania)
El municipio de Locust (en inglés: Locust Township) es un municipio ubicado en el condado de Columbia en el estado estadounidense de Pensilvania. En el año 2000 tenía una población de 1410 habitantes y una densidad poblacional de 30,3 personas por km².

## Geografía
El municipio de Locust se encuentra ubicado en las coordenadas 40°53′00″N 76°22′59″O / 40.88333, -76.38306.

## Demografía
Según la Oficina del Censo en 2000 los ingresos medios por hogar en la localidad eran de $37 292 y los ingresos medios por familia eran de $44 539. Los hombres tenían unos ingresos medios de $32 900 frente a los $20 625 para las mujeres. La renta per cápita de la localidad era de $16 522. Alrededor del 6,6% de la población estaba por debajo del umbral de pobreza.